# 放課後 (映画)
『放課後』（ほうかご）は、1973年（昭和48年）3月3日に公開された日本映画。製作は東宝映画。配給は東宝。カラー。上映時間は89分。併映は『卒業旅行』（主演：マーク・レスター、監督：出目昌伸）

## あらすじ
中西亜矢子は高校生。放課後、街に出た亜矢子は、カメラのファインダーの中に、北沢がスナックの女・由起と大人の関係にあることを知る。亜矢子の悪戯が波紋を広げていく。

## スタッフ
- 監督：森谷司郎
- 製作：田中収
- 脚本：井手俊郎
- 音楽：星勝
- 撮影：村井博
- 美術：阿久根巌
- 録音：矢野口文雄
- 照明：佐藤幸次郎
- 編集：池田美千子
- 助監督：岡田文亮
- 製作担当者：森知貴秀
- 音楽プロデューサー：多賀英典
- 音響効果：三縄一郎

## キャスト
- 中西亜矢子：栗田ひろみ
- 北沢研二：地井武男
- 小宮克彦：島村美輝
- 小宮由紀：宇津宮雅代
- 北沢夏子：宮本信子
- 美保：篠ヒロコ
- 青木勉：沢井正延
- 中西信夫：天野夕紀夫
- 中西浩吉：加藤和夫
- 中西和代：上月左知子
- 村川早苗：仙北谷和子
- 畑めぐみ：加藤小夜子

## 主題歌・挿入歌
- 主題歌：「夢の中へ」
- 挿入歌：「いつのまにか少女は」
共に作詞・作曲・歌：井上陽水